# Apartaments Reus
Els Apartaments Reus és una obra racionalista de Salou (Tarragonès) inclosa a l'Inventari del Patrimoni Arquitectònic de Catalunya.

## Descripció
Situats a la part alta del cap de Salou, els Apartaments de Reus dominen tota la costa amb vistes sobre Tarragona.
Els habitatges s'agrupen en tres edificis independents de planta quadrada que queden resguardats per una densa pineda en la part posterior. Cada bloc s'alça sobre una planta semi soterrada que serveix de podi i a on hi ha tots els serveis de l'edifici.
Cada bloc consta de quatre apartaments per planta disposats a tall de molinet; és a dir, cadascun en un racó. Aquesta distribució permetia que tots els apartaments tinguessin dues façanes a l'exterior. Es podia accedir a cada pis a partir d'un sistema d'escales exterior a les cantonades, element que reforça la imatge dinàmica de la planta.
L'àtic queda endarrerit respecte a la resta de la façana. Està completament vidrat i protegit amb persianes de llibret. La seva estructura és en forma de creu.
Tant les parets del soterrani com les de les escales d'accés exteriors varen revestir-se amb pedra del Cap Salou.

## Història
Entre els anys 1959 i 1964 els arquitectes Antoni Bonet i Castellana i Josep Puig i Torné varen construir un gran nombre de projectes situats a la costa de Tarragona, Múrcia, Barcelona i també quatre a l'Argentina. La construcció d'aquests apartaments exemplifica a la perfecció el moment de “desarrollisme” de la costa catalana amb el boom turístic en els anys seixanta.